# Szilvásvárad

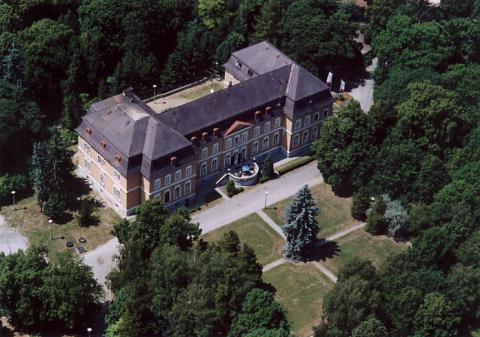
Pałac w Szilvásvárad

Szilvásvárad – miejscowość turystyczna i gmina na Węgrzech u stóp Gór Bukowych, na północ od Egeru. Słynie m.in. z hodowli koni lipicańskich oraz z powodu malowniczej doliny strumienia Szalajka. Gmina liczy 1742 mieszkańców (2009) i zajmuje obszar 37,82 km².